# SVGFF Premier Division 2020-21
La SVGFF Premier Division 2020-21 es la octava edición de la SVGFF Premier Division, la primera división de fútbol en San Vicente y las Granadinas en su formato actual, y la decimocuarta edición del fútbol de primera categoría.
El martes 5 de enero de 2021 la federación decidió suspender el torneo para contener los contagios por COVID-19 hasta nuevo aviso.
Otro inconveniente que ha dificultado la continuación del torneo es la explosión del volcán Soufriere el 9 de abril de 2021, provocando la evacuación de muchas personas y dificultando las actividades de entrenamiento debido a las cenizas.

## Sistema de disputa
El formato consta de diez equipos que en 18 jornadas juegan dos veces contra cada rival. El primer lugar en la tabla es el campeón y tiene la posibilidad de jugar el Campeonato de Clubes de la CFU.

## Tabla de posiciones
| Pos. | Equipo                  | Pts. | PJ | G | E | P | GF | GC | Dif. | Clasificación 2021                  |
| ---- | ----------------------- | ---- | -- | - | - | - | -- | -- | ---- | ----------------------------------- |
| 1    | Hope International      | 8    | 4  | 2 | 2 | 0 | 9  | 5  | +4   |                                     |
| 2    | Sion Hill               | 8    | 4  | 2 | 2 | 0 | 5  | 1  | +4   |                                     |
| 3    | Avenues United          | 7    | 4  | 2 | 1 | 1 | 15 | 7  | +8   |                                     |
| 4    | Pastures United         | 7    | 4  | 2 | 1 | 1 | 11 | 5  | +6   |                                     |
| 5    | Awesome FC              | 7    | 4  | 2 | 1 | 1 | 5  | 5  | 0    |                                     |
| 6    | Layou FC                | 6    | 4  | 1 | 3 | 0 | 5  | 3  | +2   |                                     |
| 7    | Jebelle FC              | 4    | 4  | 1 | 1 | 2 | 7  | 6  | +1   |                                     |
| 8    | System 3                | 3    | 4  | 0 | 3 | 1 | 6  | 8  | −2   |                                     |
| 9    | North Leeward Predators | 2    | 4  | 0 | 2 | 2 | 4  | 8  | −4   | Descenso a la SVGFF First Division. |
| 10   | Largo Height            | 0    | 4  | 0 | 0 | 4 | 5  | 24 | −19  | Descenso a la SVGFF First Division. |

Actualizado a los partidos jugados el 19 de diciembre de 2020.
 Fuente: GSA

## Goleadores
| Pos | Nombre              | Equipo             | Goles |
| --- | ------------------- | ------------------ | ----- |
| 1   | Raheem Westfield    | Avenues United     | 8     |
| 2   | Valdo Anderson      | Hope International | 4     |
| 3   | Cheslon Hendrickson | Layou FC           | 3     |
| 4   | Jahva Audain        | Pastures United    | 3     |
| 5   | Romario Dennie      | Avenues United     | 3     |
| 6   | Dorian Dallaway     | Sion Hill          | 3     |